# Konstantin zu Lodron-Laterano

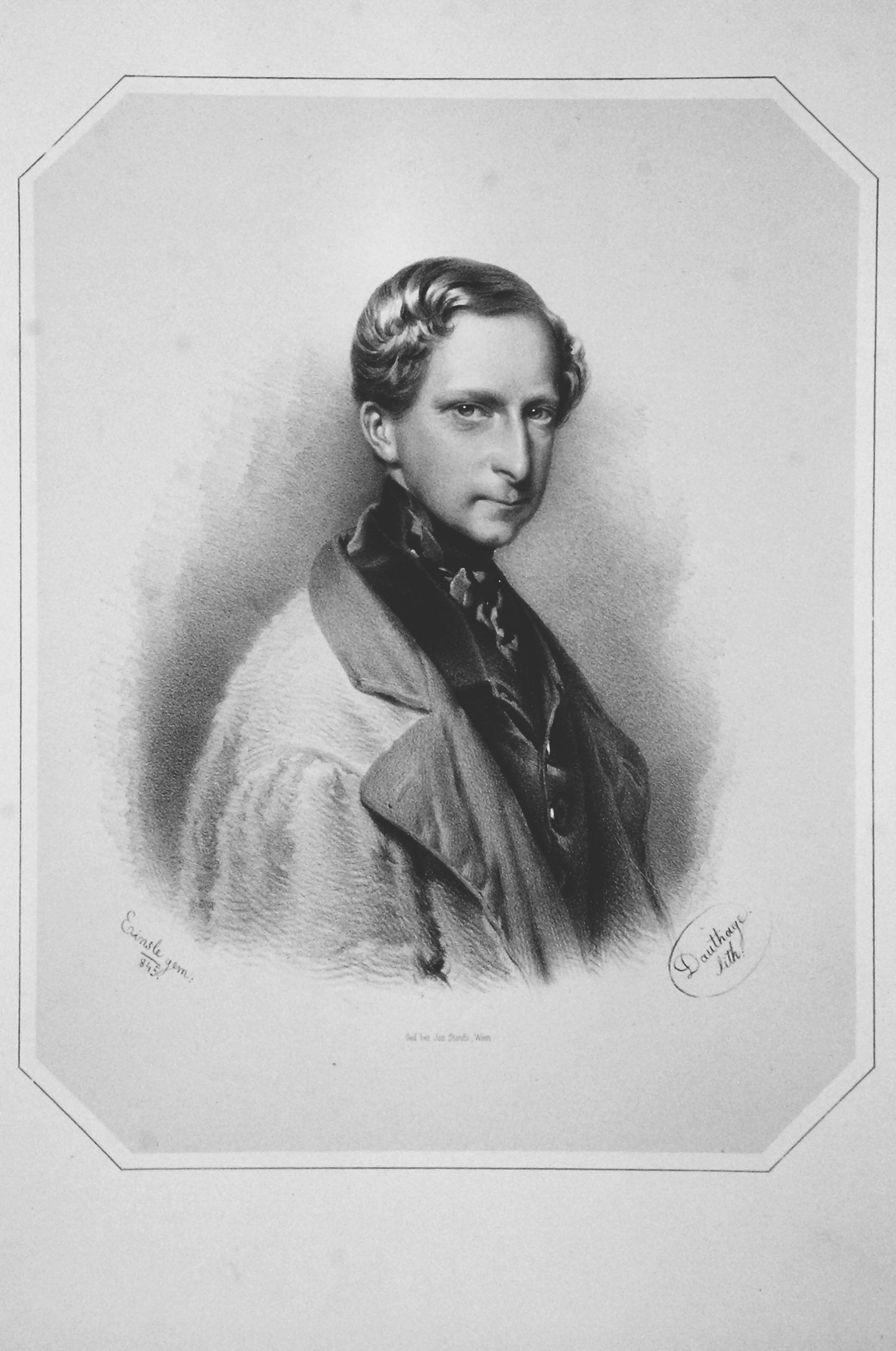
Konstantin Graf zu Lodron-Laterano, Lithographie von Adolf Dauthage, 1845

Konstantin Graf zu Lodron-Laterano (* 18. April 1806 in Wien; † 21. Februar 1880 ebenda) war ein österreichischer Großgrundbesitzer, Eisenindustrieller und Politiker.

## Familie
Lodron-Laterano entstammt dem Salzburger Ast der jüngeren Primogenitur-Linie des Adelsgeschlechtes Lodron. Er war der Sohn von Hieronymus Graf Lodron-Laterano (* 21. Mai 1766; † 7. September 1823) und dessen Ehefrau Cäcilia geborne Gräfin von Rosenberg (* 30. September 1766; † 30. September 1841). Er war römisch-katholischer Konfession und heiratete 1832 Aloisia (Luise) Gräfin Ugarte (* 24. April 1803; † 10. Februar 1875). Aus der Ehe gingen drei Töchter:
- Marie Antoinette (* 20. November 1833) ⚭ 1860 Graf Gustav von Podstakky-Liechtenstein († 15. Februar 1894), K. u. K. Kämmerer und Rittmeister a. D.
- Luise (* 1. Oktober 1835; † 9. Mai 1892) ⚭ 1857 Reichsgraf Cäsar von Beroldingen (* 9. Juli 1824; † 18. Mai 1878), württembergischer Generalmajor[1]
- Antonie Franzisea Gåcilie (* 20. Dezember 1839; † 26. Mai 1893) ⚭ 1865 Graf Carl zu Lodron-Laterano (* 24. Juli 1840), Mitglied des österreichischen Herrenhauses

## Leben
Lodron-Laterano besuchte von 1815 bis 1823 das Theresianum in Wien. Seit 1825 war er Besitzer des Primogenitur-Fideikommisses Gmünd (Schloss Lodron) und der Herrschaften Castellano und Castelnuovo. Er war Eisenindustrieller und betrieb zunächst das Eisengewerk in Gmünd. 1831 ließ er das Blechwalzwerkes „Aloisienhütte“ in Gmünd errichten und benannte es nach seiner Frau. Im Jahr 1860 folgte der Bau eines Holzkohle-Hochofens in Eisentratten. Er ist in der Familiengruft in Gmünd begraben.

## Politik
Vom 17. Juli 1848 bis zum 4. März 1849 war er Abgeordneter im Provisorischen Kärntner Landtag. Ab dem 18. April 1861 war er lebenslängliches, ab dem 7. Februar 1862 erbliches Mitglied im Herrenhaus des Reichsrats.

## Auszeichnungen
- Geheimer Rat (1871)
- Ehrenritter des Johanniterordens
- k.k. Kämmerer